# Stordals kommun
Stordals kommun (norska: Stordal kommune) var en kommun i Møre og Romsdal fylke i västra Norge. Kommunens centralort var tätorten Stordal.

## Administrativ historik
Stordals kommun bildades första gången 1892 genom utbrytning ur Stranda kommun. Den upphörde 1965, då dess område gick upp i Ørskogs kommun. Denna delades åter upp 1977 och Stordal var när den upplöstes den befolkningsmässigt minsta kommunen i fylket.
Den 1 januari 2020 slogs kommunen samman med Norddals kommun och bildade Fjords kommun.

## Tätorter
Kommunens enda tätort var Stordal, där kommunförvaltningen var belägen.

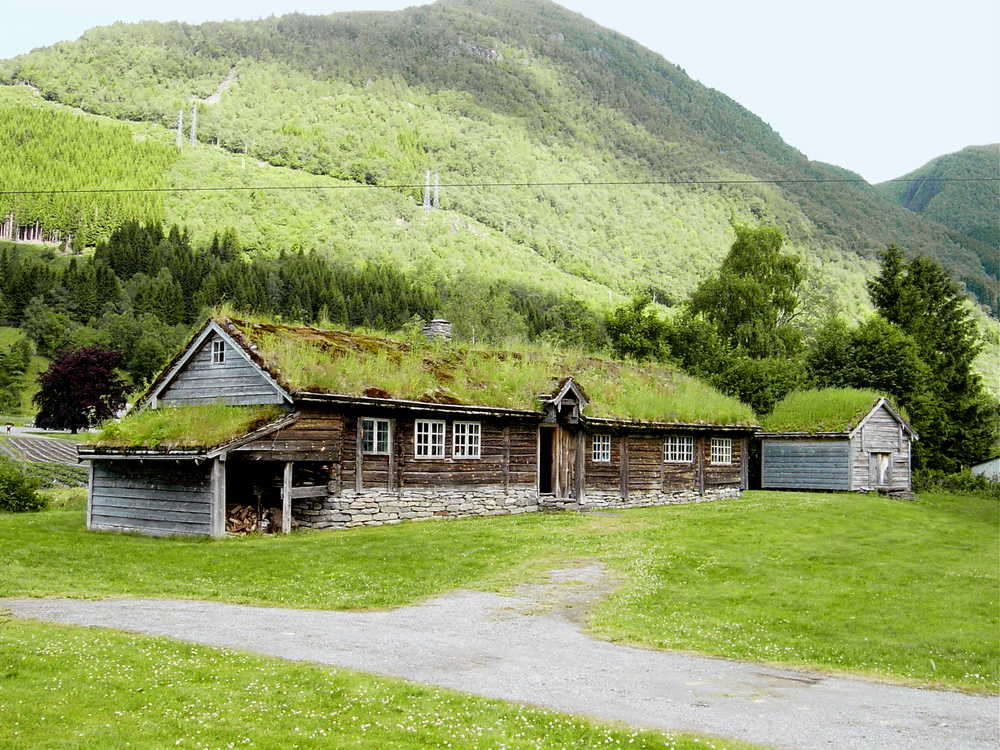
Løsetstova.